# اما گیلمور
اما بریجت گیلمور (انگلیسی: Emma Gilmour؛ زادهٔ ۳۰ سپتامبر ۱۹۷۹) راننده مسابقه‌ای، و راننده رالی اهل نیوزلند است.

## زندگی اولیه و شخصی
گیلمور در سال ۱۹۷۹ در دوندین به دنیا آمد. پدر و پدربزرگ مادری او هر دو مکانیک بودند. قبل از شروع مسابقات اتومبیل رانی در اوایل ۲۰ سالگی، او در ورزش سوارکاری شرکت می‌کرد که نماینده اوتاگو-ساثلند در مسابقات تیم‌های توسعه نیوزلند بود.